# TZN Xenna
TZN Xenna – polski zespół punkrockowy.

## Historia

### 1981–1983
Powstał w sierpniu 1981 roku w Warszawie z inicjatywy wokalisty Krzysztofa „Zygzaka” Chojnackiego, gitarzysty Marka „Markusa” Kucharskiego, perkusisty Tomasza „Gogo Szulca” Kożuchowskiego i basisty Piotra „Czombego” Dubiela, którego wkrótce zastąpił Jacek „Sydney” Zientała (Dubiel został gitarzystą Deutera). Początkowo zespół używał nazwy Kamash And The Ekers. Próby odbywały się w Domu Kultury „Skarpa”, w którym 9 września 1981 muzycy zagrali swój pierwszy koncert. W listopadzie TZN Xenna wzięła udział w II Festiwalu Nowej Fali w Toruniu, nie odnosząc tam jednak większego sukcesu. Jesienią 1982 zespół zagrał trasę „Rock Galicja” wraz z Dezerterem i Deuterem w południowej części Polski występując m.in. w Rzeszowie i Krośnie. W sierpniu wygrał eliminacje na festiwalu „Open Rock” w krakowskiej „Rotundzie” występując m.in. u boku grup: Turbo i Stalowy Bagaż, który umożliwił mu występ na festiwalu w Jarocinie. Muzycy jednak zrezygnowali z tej możliwości określając to miejsce mianem „festiwalu milicyjnego” (nigdy tam nie wystąpili). W tym czasie grupa pojawiła się w reportażu Telewizji Polskiej dotyczącym subkultur („Sposób na życie” Ewy Skurczyńskiej), a także w programie o polskich punkach zrealizowanym przez zachodnioniemiecką stację ARD. Jesienią miejsce „Markusa”, który został wcielony do LWP zajął Andrzej „Falkonetti” Kuszpyt, z którym TZN Xenna zagrała koncert w Sali Kongresowej. W 1983 „Zygzak” został usunięty z zespołu, a obowiązki wokalisty przejął „Falkonetti”. Niewiele później muzycy przerwali działalność. „Gogo Szulc” odszedł do zespołu Tilt, natomiast „Sydney” w drugiej połowie lat 80. nawiązał krótką współpracę z Robertem Gawlińskim (wówczas ex–Madame) w jego zespole The Didet Bidet (zmarł w 1996 – Gawliński dedykował mu później swój utwór „Sid i Nancy").

### 1984–1987
W 1984 roku TZN Xenna została reaktywowana przez: „Zygzaka”, „Markusa”, „Falkonettiego” (gitara basowa) i nowego perkusistę Dariusza „Dynię” Dynowskiego. W tym składzie zespół wystąpił w październiku  w warszawskim klubie „Stodoła” grając obok Siekiery i amerykańskiej grupy Youth Brigade. W następnym roku muzycy wystąpili m.in. na festiwalu „Róbrege”, oraz nagrali w tonpressowskim studiu cztery utwory: „Dzieci z brudnej ulicy”, Ciemny pokój”, „Gazety mówią” i „Nasz świat”. Dwa pierwsze zostały wydane na singlu „Dzieci z brudnej ulicy”, natomiast dwa kolejne pojawiły się nieco później na składance Jak punk to punk. W 1986 do zespołu dołączył Robert „Mionek” Micorek – drugi gitarzysta. W pięcioosobowym składzie TZN Xenna grała koncerty do połowy 1987 roku, kiedy to muzycy postanowili zakończyć działalność. „Zygzak” później kontynuował granie w zespołach Lumpers i The Klaszcz. Wystąpił gościnnie na płytach: Zdrada (1996) zespołu Farben Lehre (śpiewając w utworze „Gazety mówią”), oraz na koncertowym albumie  Armii Koncert na XX-lecie (wykonując utwór „To moja zemsta”). Dynowski w latach 2000–2003 był perkusistą grupy Deuter.

### Od 2011
2 lipca 2011 TZN Xenna w składzie: „Zygzak”, „Dynia”, „Tele Kesur” (gitara) oraz „Klaus” (gitara basowa) zagrał ponad godzinny koncert w ramach II edycji festiwalu Rock na Bagnie w Strękowej Górze. Rok 2011 zakończył się wydaniem drugiej po „Dzieciach z brudnej ulicy”, 7"EP pod nazwą „Tzn Xenna 1981–2011”. W kwietniu 2012 roku zespół wszedł do studia i zarejestrował materiał na trzecią płytę krótkogrającą pt.  „Ścierwo”,.
W 2012 roku zespół po raz pierwszy w swojej historii wystąpił na Jarocin Rock Festiwal. W dniu 01.09.2012 w Berlinie zespół zagrał pierwszy, zagraniczny koncert w historii. 18.11.2012 ukazała się pierwsza w historii zespołu płyta studyjna. „Dziewczyny w pogo”.

## Muzycy

### Aktualny skład
- Krzysztof „Zygzak” Chojnacki – wokal (1981–1983; 1984–1987; od 2011)
- Dariusz „Dynia” Dynowski – perkusja (1984–1987; od 2011)
- Wojtek „Tele Kesur” Rusak – gitara (od 2011)
- Krzysztof „Panek” Pankiewicz – gitara basowa (od styczeń 2013)

### Byli muzycy
- Marek „Markus” Kucharski – gitara (1981–1982; 1984–1987)
- Piotr „Czombe” Dubiel – gitara basowa (1981)
- Tomasz „Gogo Szulc” Kożuchowski – perkusja (1981–1983)
- Jacek „Sydney” Zientała – gitara basowa (1981–1983)
- Andrzej „Falkonetti” Kuszpyt – gitara (1982–1983), gitara basowa (1984–1987)
- Robert „Mionek” Micorek – gitara (1986–1987)
- Tomasz „Klaus” Wrzesniowski – gitara basowa (od 2011 do styczeń 2013)

## Dyskografia

### Albumy
- Ciemny Pokój (1995)
- Dziewczyny w pogo (2012)
- CZART PRLU (2013)

### Single
- „Dzieci z brudnej ulicy” (1985)
- „1981–2011” (2012)
- „Ścierwo” (2012)

### Kompilacje różnych wykonawców
- Jak punk to punk (1988) – utwory: „Gazety mówią” i „Co za świat"

### Bootlegi
- Open Rock Kraków „Rotunda” '82 (1982) – split z zespołem WC
- Live 1987 (1987) – zapis VHS jednego z ostatnich koncertów w maju 1987